# Podlesie (powiat świebodziński)
Podlesie (niem. Friedrichsfelde) – osada w Polsce, położona w województwie lubuskim, w powiecie świebodzińskim, w gminie Świebodzin.
Do 2024 r. miejscowość była przysiółkiem wsi Rosin. W latach 1975–1998 przysiółek administracyjnie należał do województwa zielonogórskiego.